# Bohumil Fořt
Bohumil Fořt (* 2. srpna 1973 Ostrov nad Ohří) je český literární teoretik a vysokoškolský pedagog.

## Životopis
Studoval na PF JČU češtinu a matematiku (Mgr. 1997), na FF MU pedagogiku a filozofii a na FF UK teorii literatury (Ph.D. 2004; školiteli byli prof. Miroslav Červenka a prof. Lubomír Doležel). V letech 2000–2002 působil na University of Toronto a v letech 2003–2004 na School of Slavonic and Eastern European Languages na University of London. Pracuje v Ústavu pro českou literaturu AV ČR a zároveň přednáší na Ústavu jazykovědy a baltistiky FF MU v Brně. V roce 2011 byl na FF MU v Brně jmenován docentem české literatury. V roce 2019 byl tamtéž jmenován profesorem pro obor Česká literatura.
Oblasti jeho profesního zájmu jsou teorie literatury, literárněvědný strukturalismus, sémantika fikčních světů, teorie vyprávění, česká literatura XIX. a XX. století, sémantika a sémiotika. O těchto tématech přednášel a přednáší na domácích i zahraničních univerzitách a konferencích.
Je autorem knih Úvod do sémantiky fikčních světů (2005), Teorie vyprávění v kontextu Pražské školy (2008) a Literární postava: vývoj a aspekty naratologických zkoumání (2008), Fikční světy české realistické prózy (2014) a An Introduction to Fictional Worlds Theory (2016), osmi desítek odborných studií v českých, evropských a amerických periodikách a sbornících, dvou desítek odborných recenzí a desítky odborných překladů. Publikuje česky a anglicky. Je členem redakční rady časopisu Bohemica Litteraria, zakládajícím členem Brněnského naratologického kroužku, členem European Narratology Network a The International Society for the Study of Narrative.
Kromě literatury se Bohumil Fořt věnuje zájmově ornitologii.

## Publikace

### Knihy
- An Introduction to Fictional Worlds Theory. (Peter Lang 2016) ISBN 978-3-631-67076-7
- Fikční světy české realistické prózy. (Akropolis, Praha 2014) ISBN 978-80-7470-078-1
- Literární postava: vývoj a aspekty naratologických zkoumání. (Ústav pro českou literaturu AV ČR, Praha 2008) ISBN 978-80-85778-61-8[1]
- Teorie vyprávění v kontextu Pražské školy. (Masarykova univerzita, Brno 2008) ISBN 978-80-210-4694-8[2]
- Úvod do sémantiky fikčních světů. (Host, Brno 2005) ISBN 80-7294-165-8[3]

### Studie
- A Semiotic Profile: Lubomír Doležel. Archivováno 16. 12. 2012 na Wayback Machine.
- How many kinds of fictional worlds are there? in Style, Fall 2006.
- Are fictional worlds really possible? A short contribution to their semantics in Style, Fall 2006.
- Realist Narratives as Meeting Places for the Sciences, Humanities - and People. Archivováno 15. 6. 2013 na Wayback Machine.

### Edice
- Heterologica. Poetika, lingvistika a fikční světy. (Ústav pro českou literaturu AV ČR, Praha 2012)[4]